# Mario Pavone

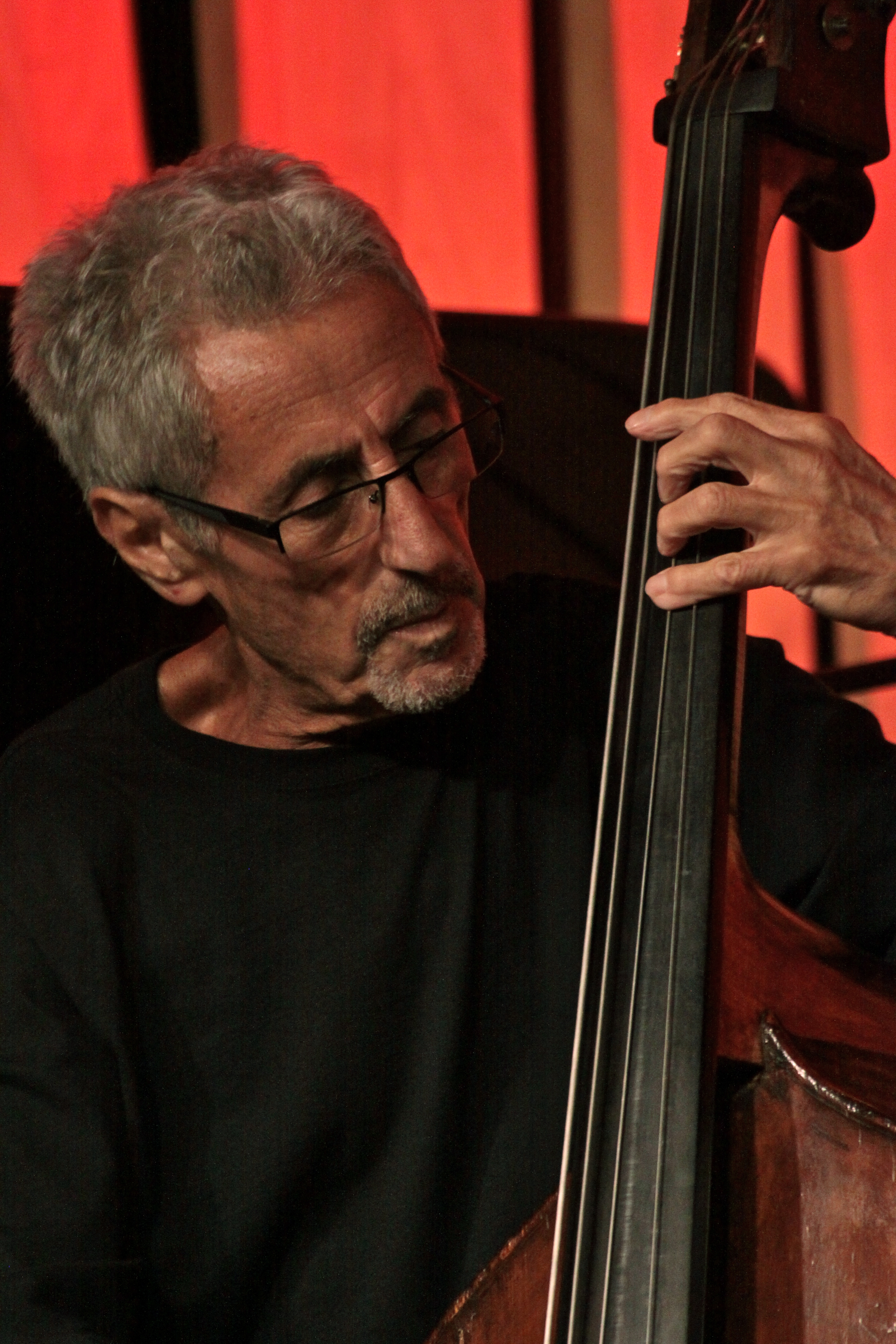
Mario Pavone (2019)

Mario Pavone (* 11. November 1940 in Waterbury, Connecticut; † 15. Mai 2021) war ein US-amerikanischer Bassist des Creative Jazz.

## Leben und Wirken
Der gelernte Ingenieur Pavone hatte in seiner Jugend keine formale musikalische Ausbildung. Mit dem Jazz kam er erstmals 1958 während seines Studiums an der University of Connecticut in Berührung, seit 1962 spielte er selbst Kontrabass. Er nahm Unterricht bei Bertram Turetzky und begann 1965 seine Laufbahn als professioneller Musiker.
1968 unternahm er eine Europatournee mit Paul Bley, mit dem er bis 1972 zusammenarbeitete. Mit ihm und Barry Altschul spielte er 1968 das Album Canada ein. Anfang der 1970er Jahre trat er mit dem Vibraphonisten Bobby Naughton auf und war Mitglied von Bill Dixons Orchestra of the Streets, sowie John Fischers Interface. 1975 gründete er in New Haven (Connecticut) mit Bobby Naughton, Wadada Leo Smith, Gerry Hemingway, Wes Brown, Dwight Andrews und anderen das Creative Music Improvisers Forum (CMIF). 1979 erschien Digit, sein erstes Album als Bandleader.
1980 begann seine achtzehn Jahre währende Zusammenarbeit mit Thomas Chapin. Seine wichtigste Formation mit Chapin war ein Trio mit dem Schlagzeuger Michael Sarin. Daneben arbeitete er als Coleader mit Anthony Braxton, Wadada Leo Smith, Marty Ehrlich und Michael Musillami. Etwa 1990 begann er die „Umsetzung höchst komplexer eigener Projekte, die ihn hauptsächlich als Schöpfer einfühlsamer, in ihrer Ernsthaftigkeit an den Third Stream erinnernder Kompositionen zwischen Jazz-Moderne und Neuer Musik herausstellten.“
Nach Chapins Tod 1998 trat er ausschließlich mit eigenen Formationen auf. Lediglich 2001 beteiligte er sich an der Aufnahme des Debütalbums seines Sohnes Michael Pavone, Trio. Daneben beteiligte er sich an der Organisation des Litchfield Jazz Festival und des Litchfield Summer Jazz Camp. Im Bereich des Jazz war er laut Tom Lord zwischen 1968 und 2018 an 65 Aufnahmesessions beteiligt, zuletzt mit seinem Mario Pavone Dialect Trio, mit Matt Mitchell und Tyshawn Sorey (Philosophy).

## Diskographische Hinweise
Alben als Leader und Co-Leader
- Digit, 1979
- Shodo, 1981
- Sharpeville, 1988
- Toulon Days, 1992
- Anthony Braxton/Mario Pavone: Nine Duets, 1993
- Song for (Septet), 1995
- Dancers Tales, 1997
- Remembering Thomas, 1999
- Motion Poetry, mit Michael Musillami, 2000
- Op Ed mit Michael Musillami, 2001
- Totem Blues, 2001
- Mythos, 2002
- Pivot mit Michael Musillami, 2002
- Orange, 2003
- Boom, 2004
- Deez to Blues, 2006
- Trio Arc, 2008
- Ancestors, 2008
- Arc Suite T/Pi T/Po, 2010
- Street Songs, 2014
- Blue Dialect, 2015
- Chrome, 2017
- Philosophy, 2019
- Mario Pavone Dialect Trio + 1: Blue Vertical (2021)
- Mario Pavone & The Tampa Quartet: Isabella (2021)

Alben als Begleitmusiker
- Bill Dixon: November 1981, 1981
- Bill Dixon: Thoughts, 1985
- Bill Dixon: Son of Sisyphus, 1988
- Thomas Chapin: Third Force, 1990
- Thomas Chapin: Insomnia, 1991
- Thomas Chapin: Anima, 1992
- Anthony Braxton: Seven Standards, 1994
- Thomas Chapin: Menagerie Dreams, 1994
- Thomas Chapin: Haywire, 1996
- Thomas Chapin: Sky Piece, 1998
- Thomas Chapin: Nightbird Song, 1999
- Thomas Chapin: Alive, 1999
- Thomas Chapin: Ride, 2006

## Lexigraphische Einträge
- Wolf Kampmann (Hrsg.), unter Mitarbeit von Ekkehard Jost: Reclams Jazzlexikon. Reclam, Stuttgart 2003, ISBN 3-15-010528-5.